# 1015
Portal Geschichte | Portal Biografien | Aktuelle Ereignisse | Jahreskalender | Tagesartikel

◄ |
10. Jahrhundert |
11. Jahrhundert
| 12. Jahrhundert | ►

◄ |
980er |
990er |
1000er |
1010er
| 1020er | 1030er | 1040er | ►

◄◄ |
◄ |
1011 |
1012 |
1013 |
1014 |
1015
| 1016 | 1017 | 1018 | 1019 | ► | ►►
Staatsoberhäupter  · Nekrolog
| Januar | Januar | Januar | Januar | Januar | Januar | Januar | Januar |
| Kw     | Mo     | Di     | Mi     | Do     | Fr     | Sa     | So     |
| ------ | ------ | ------ | ------ | ------ | ------ | ------ | ------ |
| 52     |        |        |        |        |        | 1      | 2      |
| 1      | 3      | 4      | 5      | 6      | 7      | 8      | 9      |
| 2      | 10     | 11     | 12     | 13     | 14     | 15     | 16     |
| 3      | 17     | 18     | 19     | 20     | 21     | 22     | 23     |
| 4      | 24     | 25     | 26     | 27     | 28     | 29     | 30     |
| 5      | 31     |        |        |        |        |        |        |

| Februar | Februar | Februar | Februar | Februar | Februar | Februar | Februar |
| Kw      | Mo      | Di      | Mi      | Do      | Fr      | Sa      | So      |
| ------- | ------- | ------- | ------- | ------- | ------- | ------- | ------- |
| 5       |         | 1       | 2       | 3       | 4       | 5       | 6       |
| 6       | 7       | 8       | 9       | 10      | 11      | 12      | 13      |
| 7       | 14      | 15      | 16      | 17      | 18      | 19      | 20      |
| 8       | 21      | 22      | 23      | 24      | 25      | 26      | 27      |
| 9       | 28      |         |         |         |         |         |         |

| März | März | März | März | März | März | März | März |
| Kw   | Mo   | Di   | Mi   | Do   | Fr   | Sa   | So   |
| ---- | ---- | ---- | ---- | ---- | ---- | ---- | ---- |
| 9    |      | 1    | 2    | 3    | 4    | 5    | 6    |
| 10   | 7    | 8    | 9    | 10   | 11   | 12   | 13   |
| 11   | 14   | 15   | 16   | 17   | 18   | 19   | 20   |
| 12   | 21   | 22   | 23   | 24   | 25   | 26   | 27   |
| 13   | 28   | 29   | 30   | 31   |      |      |      |

| April | April | April | April | April | April | April | April |
| Kw    | Mo    | Di    | Mi    | Do    | Fr    | Sa    | So    |
| ----- | ----- | ----- | ----- | ----- | ----- | ----- | ----- |
| 13    |       |       |       |       | 1     | 2     | 3     |
| 14    | 4     | 5     | 6     | 7     | 8     | 9     | 10    |
| 15    | 11    | 12    | 13    | 14    | 15    | 16    | 17    |
| 16    | 18    | 19    | 20    | 21    | 22    | 23    | 24    |
| 17    | 25    | 26    | 27    | 28    | 29    | 30    |       |

| Mai | Mai | Mai | Mai | Mai | Mai | Mai | Mai |
| Kw  | Mo  | Di  | Mi  | Do  | Fr  | Sa  | So  |
| --- | --- | --- | --- | --- | --- | --- | --- |
| 17  |     |     |     |     |     |     | 1   |
| 18  | 2   | 3   | 4   | 5   | 6   | 7   | 8   |
| 19  | 9   | 10  | 11  | 12  | 13  | 14  | 15  |
| 20  | 16  | 17  | 18  | 19  | 20  | 21  | 22  |
| 21  | 23  | 24  | 25  | 26  | 27  | 28  | 29  |
| 22  | 30  | 31  |     |     |     |     |     |

| Juni | Juni | Juni | Juni | Juni | Juni | Juni | Juni |
| Kw   | Mo   | Di   | Mi   | Do   | Fr   | Sa   | So   |
| ---- | ---- | ---- | ---- | ---- | ---- | ---- | ---- |
| 22   |      |      | 1    | 2    | 3    | 4    | 5    |
| 23   | 6    | 7    | 8    | 9    | 10   | 11   | 12   |
| 24   | 13   | 14   | 15   | 16   | 17   | 18   | 19   |
| 25   | 20   | 21   | 22   | 23   | 24   | 25   | 26   |
| 26   | 27   | 28   | 29   | 30   |      |      |      |

| Juli | Juli | Juli | Juli | Juli | Juli | Juli | Juli |
| Kw   | Mo   | Di   | Mi   | Do   | Fr   | Sa   | So   |
| ---- | ---- | ---- | ---- | ---- | ---- | ---- | ---- |
| 26   |      |      |      |      | 1    | 2    | 3    |
| 27   | 4    | 5    | 6    | 7    | 8    | 9    | 10   |
| 28   | 11   | 12   | 13   | 14   | 15   | 16   | 17   |
| 29   | 18   | 19   | 20   | 21   | 22   | 23   | 24   |
| 30   | 25   | 26   | 27   | 28   | 29   | 30   | 31   |

| August | August | August | August | August | August | August | August |
| Kw     | Mo     | Di     | Mi     | Do     | Fr     | Sa     | So     |
| ------ | ------ | ------ | ------ | ------ | ------ | ------ | ------ |
| 31     | 1      | 2      | 3      | 4      | 5      | 6      | 7      |
| 32     | 8      | 9      | 10     | 11     | 12     | 13     | 14     |
| 33     | 15     | 16     | 17     | 18     | 19     | 20     | 21     |
| 34     | 22     | 23     | 24     | 25     | 26     | 27     | 28     |
| 35     | 29     | 30     | 31     |        |        |        |        |

| September | September | September | September | September | September | September | September |
| Kw        | Mo        | Di        | Mi        | Do        | Fr        | Sa        | So        |
| --------- | --------- | --------- | --------- | --------- | --------- | --------- | --------- |
| 35        |           |           |           | 1         | 2         | 3         | 4         |
| 36        | 5         | 6         | 7         | 8         | 9         | 10        | 11        |
| 37        | 12        | 13        | 14        | 15        | 16        | 17        | 18        |
| 38        | 19        | 20        | 21        | 22        | 23        | 24        | 25        |
| 39        | 26        | 27        | 28        | 29        | 30        |           |           |

| Oktober | Oktober | Oktober | Oktober | Oktober | Oktober | Oktober | Oktober |
| Kw      | Mo      | Di      | Mi      | Do      | Fr      | Sa      | So      |
| ------- | ------- | ------- | ------- | ------- | ------- | ------- | ------- |
| 39      |         |         |         |         |         | 1       | 2       |
| 40      | 3       | 4       | 5       | 6       | 7       | 8       | 9       |
| 41      | 10      | 11      | 12      | 13      | 14      | 15      | 16      |
| 42      | 17      | 18      | 19      | 20      | 21      | 22      | 23      |
| 43      | 24      | 25      | 26      | 27      | 28      | 29      | 30      |
| 44      | 31      |         |         |         |         |         |         |

| November | November | November | November | November | November | November | November |
| Kw       | Mo       | Di       | Mi       | Do       | Fr       | Sa       | So       |
| -------- | -------- | -------- | -------- | -------- | -------- | -------- | -------- |
| 44       |          | 1        | 2        | 3        | 4        | 5        | 6        |
| 45       | 7        | 8        | 9        | 10       | 11       | 12       | 13       |
| 46       | 14       | 15       | 16       | 17       | 18       | 19       | 20       |
| 47       | 21       | 22       | 23       | 24       | 25       | 26       | 27       |
| 48       | 28       | 29       | 30       |          |          |          |          |

| Dezember | Dezember | Dezember | Dezember | Dezember | Dezember | Dezember | Dezember |
| Kw       | Mo       | Di       | Mi       | Do       | Fr       | Sa       | So       |
| -------- | -------- | -------- | -------- | -------- | -------- | -------- | -------- |
| 48       |          |          |          | 1        | 2        | 3        | 4        |
| 49       | 5        | 6        | 7        | 8        | 9        | 10       | 11       |
| 50       | 12       | 13       | 14       | 15       | 16       | 17       | 18       |
| 51       | 19       | 20       | 21       | 22       | 23       | 24       | 25       |
| 52       | 26       | 27       | 28       | 29       | 30       | 31       |          |

| Januar | Januar | Januar | Januar | Januar | Januar | Januar | Januar |
| Kw     | Mo     | Di     | Mi     | Do     | Fr     | Sa     | So     |
| ------ | ------ | ------ | ------ | ------ | ------ | ------ | ------ |
| 52     |        |        |        |        |        | 1      | 2      |
| 1      | 3      | 4      | 5      | 6      | 7      | 8      | 9      |
| 2      | 10     | 11     | 12     | 13     | 14     | 15     | 16     |
| 3      | 17     | 18     | 19     | 20     | 21     | 22     | 23     |
| 4      | 24     | 25     | 26     | 27     | 28     | 29     | 30     |
| 5      | 31     |        |        |        |        |        |        |

| Februar | Februar | Februar | Februar | Februar | Februar | Februar | Februar |
| Kw      | Mo      | Di      | Mi      | Do      | Fr      | Sa      | So      |
| ------- | ------- | ------- | ------- | ------- | ------- | ------- | ------- |
| 5       |         | 1       | 2       | 3       | 4       | 5       | 6       |
| 6       | 7       | 8       | 9       | 10      | 11      | 12      | 13      |
| 7       | 14      | 15      | 16      | 17      | 18      | 19      | 20      |
| 8       | 21      | 22      | 23      | 24      | 25      | 26      | 27      |
| 9       | 28      |         |         |         |         |         |         |

| März | März | März | März | März | März | März | März |
| Kw   | Mo   | Di   | Mi   | Do   | Fr   | Sa   | So   |
| ---- | ---- | ---- | ---- | ---- | ---- | ---- | ---- |
| 9    |      | 1    | 2    | 3    | 4    | 5    | 6    |
| 10   | 7    | 8    | 9    | 10   | 11   | 12   | 13   |
| 11   | 14   | 15   | 16   | 17   | 18   | 19   | 20   |
| 12   | 21   | 22   | 23   | 24   | 25   | 26   | 27   |
| 13   | 28   | 29   | 30   | 31   |      |      |      |

| April | April | April | April | April | April | April | April |
| Kw    | Mo    | Di    | Mi    | Do    | Fr    | Sa    | So    |
| ----- | ----- | ----- | ----- | ----- | ----- | ----- | ----- |
| 13    |       |       |       |       | 1     | 2     | 3     |
| 14    | 4     | 5     | 6     | 7     | 8     | 9     | 10    |
| 15    | 11    | 12    | 13    | 14    | 15    | 16    | 17    |
| 16    | 18    | 19    | 20    | 21    | 22    | 23    | 24    |
| 17    | 25    | 26    | 27    | 28    | 29    | 30    |       |

| Mai | Mai | Mai | Mai | Mai | Mai | Mai | Mai |
| Kw  | Mo  | Di  | Mi  | Do  | Fr  | Sa  | So  |
| --- | --- | --- | --- | --- | --- | --- | --- |
| 17  |     |     |     |     |     |     | 1   |
| 18  | 2   | 3   | 4   | 5   | 6   | 7   | 8   |
| 19  | 9   | 10  | 11  | 12  | 13  | 14  | 15  |
| 20  | 16  | 17  | 18  | 19  | 20  | 21  | 22  |
| 21  | 23  | 24  | 25  | 26  | 27  | 28  | 29  |
| 22  | 30  | 31  |     |     |     |     |     |

| Juni | Juni | Juni | Juni | Juni | Juni | Juni | Juni |
| Kw   | Mo   | Di   | Mi   | Do   | Fr   | Sa   | So   |
| ---- | ---- | ---- | ---- | ---- | ---- | ---- | ---- |
| 22   |      |      | 1    | 2    | 3    | 4    | 5    |
| 23   | 6    | 7    | 8    | 9    | 10   | 11   | 12   |
| 24   | 13   | 14   | 15   | 16   | 17   | 18   | 19   |
| 25   | 20   | 21   | 22   | 23   | 24   | 25   | 26   |
| 26   | 27   | 28   | 29   | 30   |      |      |      |

| Juli | Juli | Juli | Juli | Juli | Juli | Juli | Juli |
| Kw   | Mo   | Di   | Mi   | Do   | Fr   | Sa   | So   |
| ---- | ---- | ---- | ---- | ---- | ---- | ---- | ---- |
| 26   |      |      |      |      | 1    | 2    | 3    |
| 27   | 4    | 5    | 6    | 7    | 8    | 9    | 10   |
| 28   | 11   | 12   | 13   | 14   | 15   | 16   | 17   |
| 29   | 18   | 19   | 20   | 21   | 22   | 23   | 24   |
| 30   | 25   | 26   | 27   | 28   | 29   | 30   | 31   |

| August | August | August | August | August | August | August | August |
| Kw     | Mo     | Di     | Mi     | Do     | Fr     | Sa     | So     |
| ------ | ------ | ------ | ------ | ------ | ------ | ------ | ------ |
| 31     | 1      | 2      | 3      | 4      | 5      | 6      | 7      |
| 32     | 8      | 9      | 10     | 11     | 12     | 13     | 14     |
| 33     | 15     | 16     | 17     | 18     | 19     | 20     | 21     |
| 34     | 22     | 23     | 24     | 25     | 26     | 27     | 28     |
| 35     | 29     | 30     | 31     |        |        |        |        |

| September | September | September | September | September | September | September | September |
| Kw        | Mo        | Di        | Mi        | Do        | Fr        | Sa        | So        |
| --------- | --------- | --------- | --------- | --------- | --------- | --------- | --------- |
| 35        |           |           |           | 1         | 2         | 3         | 4         |
| 36        | 5         | 6         | 7         | 8         | 9         | 10        | 11        |
| 37        | 12        | 13        | 14        | 15        | 16        | 17        | 18        |
| 38        | 19        | 20        | 21        | 22        | 23        | 24        | 25        |
| 39        | 26        | 27        | 28        | 29        | 30        |           |           |

| Oktober | Oktober | Oktober | Oktober | Oktober | Oktober | Oktober | Oktober |
| Kw      | Mo      | Di      | Mi      | Do      | Fr      | Sa      | So      |
| ------- | ------- | ------- | ------- | ------- | ------- | ------- | ------- |
| 39      |         |         |         |         |         | 1       | 2       |
| 40      | 3       | 4       | 5       | 6       | 7       | 8       | 9       |
| 41      | 10      | 11      | 12      | 13      | 14      | 15      | 16      |
| 42      | 17      | 18      | 19      | 20      | 21      | 22      | 23      |
| 43      | 24      | 25      | 26      | 27      | 28      | 29      | 30      |
| 44      | 31      |         |         |         |         |         |         |

| November | November | November | November | November | November | November | November |
| Kw       | Mo       | Di       | Mi       | Do       | Fr       | Sa       | So       |
| -------- | -------- | -------- | -------- | -------- | -------- | -------- | -------- |
| 44       |          | 1        | 2        | 3        | 4        | 5        | 6        |
| 45       | 7        | 8        | 9        | 10       | 11       | 12       | 13       |
| 46       | 14       | 15       | 16       | 17       | 18       | 19       | 20       |
| 47       | 21       | 22       | 23       | 24       | 25       | 26       | 27       |
| 48       | 28       | 29       | 30       |          |          |          |          |

| Dezember | Dezember | Dezember | Dezember | Dezember | Dezember | Dezember | Dezember |
| Kw       | Mo       | Di       | Mi       | Do       | Fr       | Sa       | So       |
| -------- | -------- | -------- | -------- | -------- | -------- | -------- | -------- |
| 48       |          |          |          | 1        | 2        | 3        | 4        |
| 49       | 5        | 6        | 7        | 8        | 9        | 10       | 11       |
| 50       | 12       | 13       | 14       | 15       | 16       | 17       | 18       |
| 51       | 19       | 20       | 21       | 22       | 23       | 24       | 25       |
| 52       | 26       | 27       | 28       | 29       | 30       | 31       |          |

## Ereignisse

### Politik und Weltgeschehen

#### Skandinavien/England

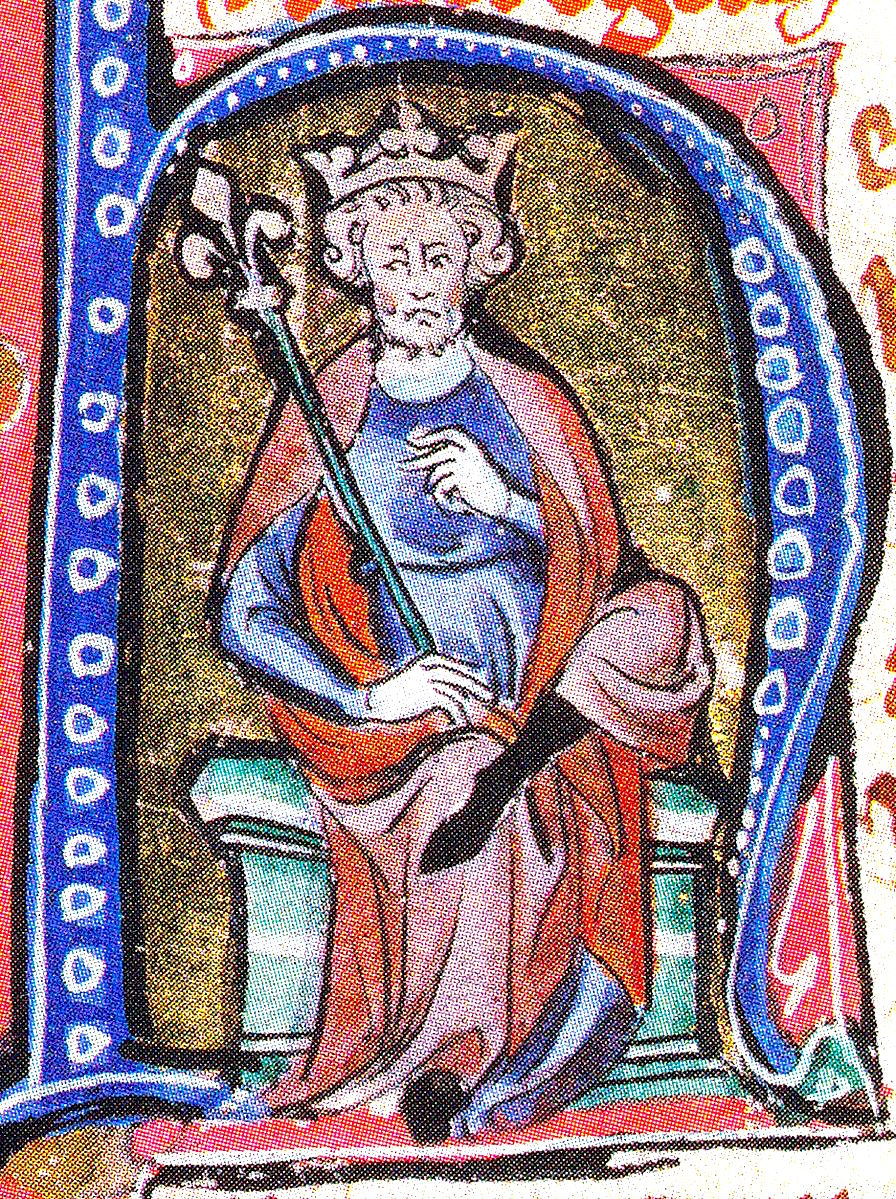
Knut der Große, Illustration aus einer mittelalterlichen Handschrift

- Sommer: Der Däne Knut der Große, der seinen Herrschaftsanspruch nach seinem im Vorjahr verstorbenen Vater Sven Gabelbart geltend macht, fällt mit einem Invasionsheer in England ein und bekämpft den aus dem Exil zurückgekehrten König Æthelred.
- Herbst: Olav II. Haraldsson wird König von Norwegen. In einem persönlichen Aufeinandertreffen in Fjaler setzt er sich gegen Håkon Eiriksson, den Vizekönig des im Vorjahr verstorbenen Sven Gabelbart durch. Das Treffen wird in den Quellen unterschiedlich beschrieben. Der Skalde Sigvat Tordsson schildert das Treffen als einvernehmliche Aussprache über die künftige Rolle Olavs und Håkons in Norwegen. Snorri Sturluson dagegen schildert in seiner Heimskringla, dass die erste Begegnung durchaus feindselig war und mit einer vorübergehenden Gefangennahme Håkons endete. Er sei nur gegen das Versprechen freigekommen, das Land zu verlassen und nicht mehr zurückzukehren. Håkon fährt daraufhin nach England und wird dort in vielen englischen Dokumenten erwähnt.

#### West- und Mitteleuropa
- Juli: Der römisch-deutsche Kaiser Heinrich II. führt einen vierten Feldzug gegen Herzog Bolesław I. Chrobry von Polen. Zuvor lässt er sein Heer die Mark Lausitz plündern, vermutlich eine gezielte Strafaktion gegen den in Ungnade gefallenen Markgraf Gero, um ihn zur Teilnahme an dem Feldzug zu zwingen. Bei Krossen gerät Heinrichs Heer am 1. September/1. Oktober in einen Hinterhalt, wobei Gero und 200 Mann der von ihm befehligten Nachhut ums Leben kommen. Der Feldzug selbst verläuft erfolglos, zahlreiche sächsische Adelige kommen im Kampf ums Leben.
- 12. September: Herzog Gottfried II. von Niederlothringen siegt gemeinsam mit seinem Bruder Hermann von Eenham in der Schlacht bei Florennes gegen Reginar V. von Hennegau, Lambert I. von Löwen und Balderich von Drenthe. Lambert fällt und wird von seinem Sohn Lambert II. als Graf von Löwen und Brüssel beerbt.

#### Osteuropa
- 15. Juli: Swjatopolk I. wird nach dem Tod seines Vaters Wladimir I. Großfürst der Kiewer Rus. Er setzt sich zunächst in der Hauptstadt Kiew durch, sein Halbbruder Jaroslaw hält sich allerdings in Nowgorod, der zweitwichtigsten Stadt der Rus, und sammelt dort skandinavische Krieger. Im Rahmen der ersten Kämpfe werden Boris und Gleb, zwei weitere Söhne Wladimirs, ermordet. Wenig später erleidet ein weiterer Bruder, Swjatoslaw, Fürst der Drewlanen, der in die Karpaten geflohen ist, das gleiche Schicksal.
- Nach dem Tod von Gawril Radomir wird sein Cousin Iwan Wladislaw letzter Zar des ersten Bulgarischen Reichs.

#### Südeuropa

Die sardischen Judikate

- Mudschahid, Herrscher des Taifa-Königreichs Dénia, das neben dem Gebiet um Dénia auf dem iberischen Festland auch die Balearen umfasst, unternimmt einen großangelegten Versuch, die aus vier Judikaten bestehende Insel Sardinien zu erobern und den Islam in Italien zu verbreiten. Er erobert große Gebiete der Insel und beginnt mit dem Bau einer Residenzstadt. Papst Benedikt VIII. gelingt es, eine Allianz aus den Seerepubliken Pisa und Genua gegen die „Sarazenen“ zu schmieden.

#### Urkundliche Ersterwähnungen
- 5. Februar: In einer Tauschurkunde Heinrichs II. mit der Reichsabtei Hersfeld werden die Orte Rodheim, heute ein Ortsteil von Oberickelsheim, sowie Schnackenwerth und Welbhausen erstmals urkundlich erwähnt: Heinrich der Heilige stattet mit den bis dahin Hersfelder Höfen Rodheim, Welbhausen, Schnackenwerth und Wonfurt das seit 1007 bestehende Bistum Bamberg unter Bischof Eberhard I. aus. „Rodeheim“ kommt in den Besitz des neu gegründeten bischöflichen Eigenklosters Michelsberg in Bamberg.
- 25. Februar: Königswinter wird erstmals in einer Urkunde erwähnt, dabei schenkt Kaiser Heinrich II. dem Bonner Frauenstift Dietkirchen ein Gut, das ihm Graf Wilhelm und dessen Bruder Boppo in dem im Auelgau gelegenen Ort Winetre überlassen haben.
- 17. April: Schwarzenfeld wird in einer Schenkungsurkunde von Kaiser Heinrich II. an das Bistum Bamberg als Suarzinvelt erstmals erwähnt.
- 20. Dezember: Der Tod des Meißner Bischofs Eido I. auf der Durchreise führt mit der Erwähnung in Thietmar von Merseburgs Chronik zum ersten urkundlichen Aufscheinen der Stadt Leipzig („urbe libzi“).

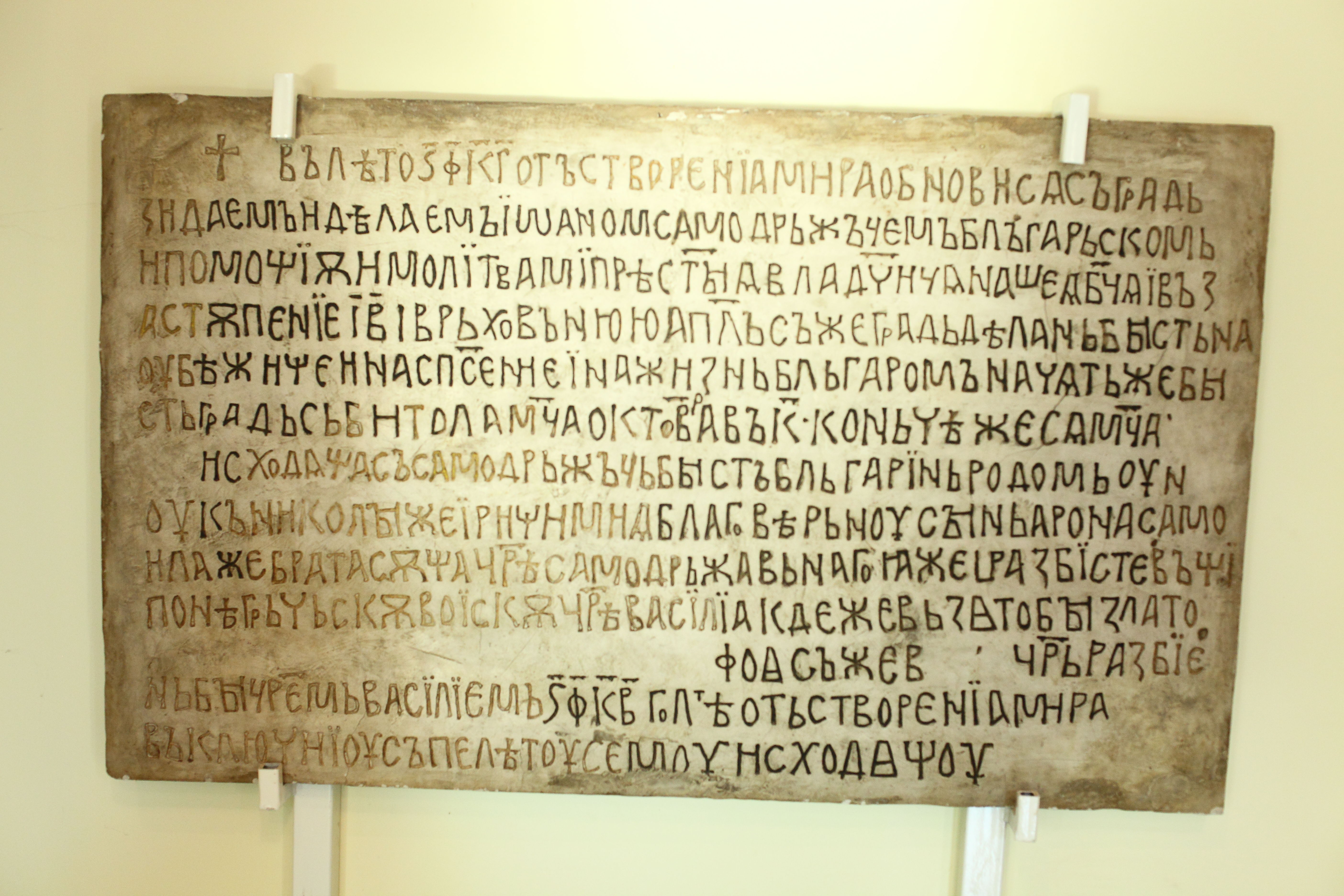
Die Bitola-Inschrift (Replikat)

- Der mazedonische Ort Bitola wird in der bulgarischen Bitola-Inschrift erstmals urkundlich erwähnt.
- Biesnitz wird durch Thietmar von Merseburg erwähnt.
- Máriakéménd wird erstmals in einer Urkunde erwähnt.
- Little Marlow wird erstmals urkundlich erwähnt.

### Religion / Kultur
- 18. Mai: Bischof Thietmar von Merseburg legt den Grundstein für den Bau einer repräsentativen Kathedrale im Bistum Merseburg an Stelle der bisherigen Johanneskirche, den zukünftigen Merseburger Dom.
- 29. September: Bischof Bernward von Hildesheim weiht die fertiggestellte Michaeliskirche in Hildesheim. Der Bau der Kirche hat vermutlich im Jahre 1010 begonnen.
- Unter Bischof Werner I. von Habsburg beginnt der Neubau des Straßburger Münsters. Der Vorgängerbau ist 1007 durch Blitzschlag beschädigt worden.

## Geboren

### Genaues Geburtsdatum unbekannt
- Andreas I., König von Ungarn († 1060)
- Harald III. Hardråde, König von Norwegen († 1066)
- Gruoch, schottische Prinzessin und Königin, Vorbild für Shakespeares Lady MacBeth
- Naljor Chenpo, tibetischer Buddhist und Abt des Radreng-Klosters († 1078)

### Geboren um 1015
- Alfanus von Salerno, Dichter, Übersetzer und Erzbischof von Salerno († 1085)
- Altmann von Passau, Klostergründer und Bischof in Passau, katholischer Heiliger († 1091)
- Eberhard IV., Graf von Nellenburg, Graf im Zürichgau sowie Graf im Neckargau († um 1078/79/80)
- Robert Guiskard, normannischer Herrscher, Herzog von Apulien und Kalabrien († 1085)
- Ita von Nellenburg, deutsche Adelige und Klostergründerin († um 1105)
- 1015/1020: Franco von Lüttich, deutscher Mathematiker († um 1083)

## Gestorben

### Todesdatum gesichert
- 14. April: Heribert, Abt des Benediktinerklosters in Münsterschwarzach
- 31. Mai: Ernst I., Herzog von Schwaben (* vor 994)
- 15. Juli: Wladimir I., Fürst von Kiew (* um 960)
- 12. September: Lambert I., Graf von Löwen
- 14. Dezember: Arduin von Ivrea, König von Italien und Markgraf von Ivrea (* um 955)
- 20. Dezember: Eido I., Bischof von Meißen (* 955)
- 24. Dezember: Megingod, Erzbischof von Trier

### Genaues Todesdatum unbekannt
- 1. September/1. Oktober: Gero, Markgraf der Mark Lausitz (* um 970)
- 1. September/1. Oktober: Volkmar II., Graf im Harzgau
- November: David, König des nubisch-christlichen Reiches von Alwa
- Gawril Radomir, Zar des ersten bulgarischen Reichs (* nach 970)
- Swjatoslaw, Fürst der Drewlanen (* um 977)

### Gestorben um 1015
- 1000/1015: Adelwiva, flandrische Adelige, Heilige der katholischen Kirche
- 5. Februar 1015 oder 1018: Adelheid von Vilich, Äbtissin des Klosters von Vilich (* um 970)
- Geoffroy de Brionne, Graf von Eu